# Wolfgang Horn (Musikwissenschaftler)
Wolfgang Horn (* 25. März 1956 in Stuttgart; † 7. Mai 2019 in Regensburg) war ein deutscher Musikwissenschaftler.

## Leben
Horn studierte von 1975 bis 1981 Musikwissenschaft und Germanistik in Tübingen mit dem Abschluss Magister artium und wurde in die Studienstiftung des deutschen Volkes aufgenommen. Thema seiner Magisterarbeit waren Carl Philipp Emanuel Bachs frühe Klaviersonaten.
Von 1981 bis 1983 war er Mitarbeiter in der Redaktion der Reihe Das Erbe deutscher Musik (EdM). Ab 1983 war er für sechs Jahre bis 1989 Assistent am Tübinger Musikwissenschaftlichen Institut. 1986 erfolgte ebenda seine Promotion bei Georg von Dadelsen über die Musik der Dresdner Hofkirche. Von 1989 bis 1994 wirkte er als Wissenschaftlicher Mitarbeiter für Historische Musikwissenschaft an der Hochschule für Musik und Theater Hannover. 1995 erfolgte seine Habilitation in Hannover mit einer Arbeit über Gioseffo Zarlinos Musiktheorie und Kompositionslehre. Von 1996 bis 1998 wirkte Horn als Hochschuldozent in Tübingen, von 1998 bis 2002 hatte er die Professur für Musikwissenschaft an der Universität Erlangen-Nürnberg, seit 2002 den Lehrstuhl für Musikwissenschaft an der Universität Regensburg inne.